# Clubiona latericia
Clubiona latericia là một loài nhện trong họ Clubionidae.
Loài này thuộc chi Clubiona. Clubiona latericia được Wladislaus Kulczynski miêu tả năm 1926.